# TIAA Bank Field
TIAA Bank Field (tidligere kendt som Alltel Stadium og EverBank Field) er et stadion i Jacksonville i Florida, USA, der er hjemmebane for NFL-klubben Jacksonville Jaguars. Stadionet har plads til 76.867 tilskuere. Det blev indviet 18. august 1995 i forbindelse med at Jaguars kom ind i ligaen.
TIAA Bank Field var i 2005 vært for Super Bowl XXXIX, hvor New England Patriots besejrede Philadelphia Eagles.